# Raccolto amaro (film 2017)
Raccolto amaro (Bitter Harvest) è un film drammatico romantico del 2017 diretto da George Mendeluk.
Il film è il primo lungometraggio in lingua inglese che descrive la carestia ucraina del 1932-33 nota come Holodomor, un periodo che uccise milioni di ucraini per lo più etnici.

## Trama
Ambientato nell'Ucraina sovietica all'inizio degli anni '30 Yuri combatte in casa contro le tradizioni imposte dal padre. Quando l'esercito di Stalin invade l'Ucraina, il giovane tenta di salvare il suo grande amore Natalka e si unisce al movimento di resistenza contro i bolscevichi.

## Produzione
Le riprese si sono svolte a Kiev.

## Distribuzione
Il film è stato distribuito da Roadside Attractions, una divisione indy di Americas Lions Gate Films Corp., il 24 febbraio 2017 negli Stati Uniti e il 18 luglio 2019 in Italia.

## Accoglienza

### Incassi
Le vendite finali al botteghino globale sono state di circa 1 milione di dollari. La sua uscita più ampia è stata in 127 sale, e nel 2017/18 è stato proiettato in più di 100 paesi.

### Critica
Raccolto amaro ha ricevuto recensioni per lo più negative. Su Rotten Tomatoes ha un indice di gradimento del 15%, basato su 61 recensioni. Sheri Linden del Los Angeles Times ha definito il film ''assolutamente privo di impatto emotivo''.
Il consenso afferma: ''Raccolto amaro è all'altezza del suo titolo con un cliché d'amore in tempo di guerra il cui  goffo melodramma disonora le vittime degli orrori della vita reale che usa come sfondo''.
Diverse recensioni concordarono sul fatto che il film avrebbe aumentato la consapevolezza, ma non descrive accuratamente l'argomento, con Peter Debruge di Variety che afferma "non ci possono essere dubbi sul fatto che gli eventi meritino un trattamento più convincente e responsabile".